# Tetraselago wilmsii
Tetraselago wilmsii är en flenörtsväxtart som först beskrevs av Robert Allen Rolfe, och fick sitt nu gällande namn av O.M. Hilliard och B.L.Burtt. Tetraselago wilmsii ingår i släktet Tetraselago och familjen flenörtsväxter. Inga underarter finns listade i Catalogue of Life.